# Made up in Blue
Made up in Blue è un EP dei The Bats pubblicato nel 1986 in Nuova Zelanda e nel Regno Unito dalla Flying Nun Records e in Australia dalla Festival Records.

## Tracce
Testi e musiche di Robert Scott.
1. Made up in Blue – 4:00
2. Trouble in This Town – 2:25
3. Mad on You – 2:30

## Musicisti
- Paul Kean (basso, voce)
- Malcolm Grant (batteria)
- Robert Scott (voce, chitarra)
- Kaye Woodward (voce, chitarra)